# قلب‌سنگی: قهرمانان وارکرفت
«سنگ اجاق: قهرمان وارکرافت» (انگلیسی: Hearthstone: Heroes of Warcraft) یک بازی ویدئویی در سبک بازی استراتژی کارتی است که توسط بلیزارد انترتینمنت در سال ۲۰۱۴ برای پلت‌فرم‌های اندروید، مایکروسافت ویندوز، اواس ده، آی‌پد، و آیفون منتشر شده‌است.
در بعضی متون Hearthstone به اشتباه به Heart stone یا قلب سنگی ترجمه شده است.